# Chapitre de Saint-Julien (Brioude)
Le chapitre noble de Saint-Julien de Brioude est un collège ecclésiastique de nobles brivadois appelés chanoines-comtes, responsable de la ville de Brioude, de son comté et des alentours : les différents pouvoirs leur concèdent ces droits au fil des siècles. Bérenger dit « le Sage » comte de Toulouse, cède ses titres et privilèges au chapitre de Brioude, qui va alors gagner en importance aux niveaux territorial, financier et militaire, devenant ainsi l'un des plus fameux chapitres du royaume de France. La Révolution française disperse cette assemblée religieuse, et le Concordat de 1801 y porte le coup de grâce.

## Histoire

### Fondation

#### Protéger le tombeau de saint Julien
Saint Julien, soldat romain martyr vers 304, possède son tombeau dans la ville de Brioude. Sa célébrité attire de nombreux pèlerins, ce qui en fait un lieu de pèlerinage majeur à la fin de l'Antiquité et au début du Moyen Âge. La chute de l'Empire romain amène une période d'insécurité, il devient nécessaire de former une milice pour protéger l'église, le tombeau et les pèlerins qui s'y rendent. Elle regroupe, sans doute progressivement, les nobles et les seigneurs de Brioude et de ses alentours pour défendre sa contrée.
D'autres évoquent une milice créée au XIe siècle, que Guillaume le Pieux, comte d'Auvergne, aurait chargé de la protection de l'Église et de ses pèlerins afin de résister aux invasions normandes et sarrasines et aux grands seigneurs voisins attirés par ses richesses. Cette origine militaire aurait comme reliquat la redevance d'un cheval, un écu et une lance que la ville payait au roi de France depuis Louis le Pieux.

#### Évolution en ordre religieux
Il semble que l'assemblée relève davantage d'une évolution dans le temps que d'une création ponctuelle. Sa position et ses pèlerins permettent à Brioude de s'enrichir et de devenir un site central de la Chrétienté, fructueux financièrement pour le pouvoir royal.
Le retour de la paix et de la sécurité rendent cette milice noble inutile. Les nobles se réunissent alors en chapitre de chanoines, avec préséance sur les clercs et même sur les prêtres, et transforment leurs armes de quatre chevaliers montés sur un cheval, par une tête entourée de rayons de gloire, posée sur un bras tenant un glaive, symbolisant saint Julien, soldat et martyr.

#### Indépendance du chapitre
Bérenger dit « le Sage », duc de Toulouse, ayant reçu pour ses services auprès du roi le comté de Brioude, cède ses titres et privilèges au chapitre de Brioude. Il fait réparer l'église grandement endommagée par les Sarrasins. À cela il joint cent mas, en affectant quarante à l'abbé et les soixante restants aux trente-quatre chanoines attachés au service de l'église, ainsi qu'aux vingt établis à l'oratoire du fort Victoriacum.
Cette importance dotation, puis la bulle papale et surtout la confirmation par charte faite par Louis le Pieux en juin 825 pérennisent la donation de Bérenger tout en asseyant la pleine indépendance du chapitre, désormais placé hors de toute juridiction royale ou épiscopale, et de toutes charges.
Les différents rois de France confirment et accordent différents privilèges au chapitre de Brioude. Louis le Pieux le comble de biens considérables et lui accorde le droit de ne relever que du roi, ce qui en fait un vassal direct du pouvoir royal. Les chanoines peuvent nommer le chef de la milice, appelé aussi commandant de la ville ; aucun impôt ne peut être prélevé, sauf par eux pour leurs impôts seigneuriaux ; ils obtiennent jusqu'au droit régalien de battre monnaie, comme le montre la rue de la Monnaie à Brioude, et l'interdiction faite aux officiers du roi de se rendre dans la ville et d'y rendre leurs arrêts. Ce chapitre connait donc une forte indépendance du pouvoir royal, fortement renforcée par des accords écrits stipulés dans le Cartulaire, où l'on retrouve les chartes des IXe et Xe siècles.
Toutefois, Anselme de Lucques devenu Alexandre II (pape de 1061 à 1073), prédécesseur de saint Grégoire VII, condamne le clergé brivadois, après avoir appris ses actions d'usure.

#### Journée du 12 août 1772

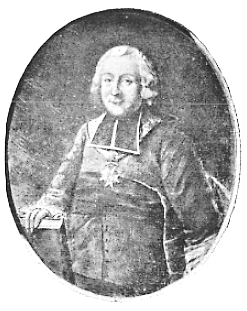
Prévôt de Saint-Julien de Brioude.

Grâce aux six mois d'efforts diplomatiques de son procureur à Paris, le chanoine Guillaume Combres de Bressolles, et de son avocat, le chapitre de Brioude obtient du roi Louis XV un brevet daté du 9 juin accordant à tous les chanoines-comtes de Brioude une croix spéciale, et le droit de la porter partout, bien que de forme plus réduite hors du chœur.
Le brevet royal est confirmé par lettres patentes à Compiègne le 1er août 1772, l'arrêt d'enregistrement au Conseil supérieur de Clermont-Ferrand étant daté du 18 août.
Le 17 août 1772, lors d'une assemblée capitulaire dans la nef de la collégiale, le chanoine de Bressolles, déjà revêtu au nom du roi des nouveaux insignes par le comte de Saint-Florentin et futur duc de La Vrillière, comme ministre et secrétaire d'État, impose lui-même la croix à son prévôt, le chanoine François-Marie de La Chassaigne de Serey, qui la remet ensuite à chaque membre du chapitre.
Un Te Deum est ensuite chanté dans le chœur, en présente des invités : les marquis de Canillac et d'Espinchal, lieutenants généraux des armées du roi, le marquis de Pons, le vicomte de Montchal, messieurs de Brassac, de Laborie, de La Rochelle, de Bourdeille, de Chavanat et autres gentilshommes.
Le Chapitre fait ensuite imprimer le brevet royal et les différentes lettres d'autorisations.

#### Le Chapitre juste avant la Révolution
Composition du chapitre de Saint-Julien en 1772, lors de la réception des insignes accordés par Louis XV :
- François-Marie de La Chassaigne de Sereys, reçu en 1756, prévôt, mort en 1776 ;
- Antoine de Combres de Laurie, reçu en 1746, doyen, mort en 1779 ;
- Pierre-Alexandre-Emmanuel de Rochain de Cousargues, mort en 1776 ;
- Vital-Guillaume de Combres de Bressolles, prévôt en 1776, mort en 1779 ;
- Joseph de Montal de Nozières de Coleuges, reçu en 1728, mort en 1783 ;
- François-Joseph de Nozières de Coleuges, reçu en 1732, prévôt en 1779, vivait en 1790 ;
- Guillaume de Combres de Bressolles de Saint-Gal, mot en 1788 ;
- Joseph de La Rochette de La Rodde, reçu en 1734, vivait en 1790 ;
- François d'Anteroche de Perusse, reçu en 1753, mort en 1784 ;
- Jean-Antoine du Mas de Massals, reçu en 1768, mort en 1805[5] ;
- François-Maurice de Bourdeilles, doyen en 1778, mort en 1836 ;
- Antoine de Fénelon de Salignac, reçu en 1769, vivait en 1790 ;
- Louis de Chavanat-Montgour, reçu en 1771, vivait en 1790 ;
- Jacques de La Rochette du Vernet, reçu en 1738, vivait en 1790 ;
- Jean-Jacques de Pestel de La Chapelle, reçu en 1748, vivait en 1790 ;
- Raymond de Mostuejols de Vehens, reçu en 1765, vivait en 1790 ;
- Alexandre de Chavanat-Montgour, reçu en 1772, vivait en 1790 ;
- Antoine-Charles-Joseph-Calixte de Lespinasse-Langeac, reçu en 1772, mort aux Indes ;
- Joseph de Guilhem de Verrières, reçu en 1720.

Sont reçus chanoines entre 1772 et 1790 :
- Augustin de Beaufranchel, reçu en 1776, mort en 1799 ;
- Sylvain-Henri de Bertrand de Beaumont, reçu en 1784, vivait en 1790 ;
- Gilbert de Chauvigny du Blot, reçu en 1788, vivait en 1790 ;
- François de Bonal, reçu en 1778, vivait en 1790 : évêque de Clermont ;
- Jean-Marie-Anne-Hippolyte Haÿ de Bouteville, évêque de Saint-Flour puis Grenoble ;
- Jean-Pierre-Matthieu Dantil de Ligonnès, reçu en 1774, vivait en 1790 ;
- René du Peyroux, reçu en 1778, vivait en 1790 ;
- Godefroy de Gauville, reçu en 1783, vivait en 1790 ;
- Jean-François de Maillan, reçu en 1774, évêque nommé de Saint-Flour (1819), mort en 1820 ;
- Claude-Charles de Nostuejols, aumônier de Madame ;
- Antoine-Ignace du Pont de Ligonnès, reçu en 1776, vivait en 1790 ;
- Pierre-Louis-Geneviève de Sainte-Hermine, reçu en 1781 ;
- Pierre-Elie-Madeleine de Sainte-Hermine, reçu en 1786, vivait en 1790 ;
- Jean-Baptiste de Vaux, reçu en 1773, vivait en 1790 ;
- Jean-Samuel de Volonza, reçu en 1773 ;
- Alexandre-Léonard-François de Laboulaye, reçu en 1789, vivait en 1790 ;
- Pierre de La Chassaigne de Sereys, reçu en 1789, non installé ;
- Vital-Gabriel de Dienne, reçu en 1779 ;

et trente-huit chanoines honoraires.

## Chapitre et chanoines-comtes

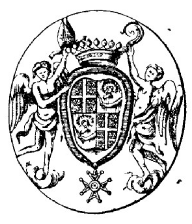
Armes du chapitre de Saint-Julien de Brioude (avec le cordon à partir de 1772).

### L'organisation
Le chapitre collégial de Brioude est composé de chanoines ayant à leur tête un abbé, puis prévôt, et a pour fonction de louer Dieu tout au long de la journée en chantant l'office divin dans l'église collégiale. Les chanoines sont divisés en douze prébendés et le reste en semi-prébendés ; certains occupent une charge ou dignité (doyen, théologal, pénitencier, aumônier).
Le nombre des chanoines, d'abord de vingt-et-un, passe en 1409 à 80, par décision pontificale. Selon les périodes, il est de trente-quatre ou même cinquante-quatre.
Sont de droit chanoines honoraires du Chapitre :
- le roi de France, protochanoine du Chapitre, ou premier chanoine-comte de Brioude[3] ;
- l'évêque du Puy depuis le 9 septembre 1259[7] ;
- l'évêque de Mende. La croix de ville, dite « petit module », est suspendue à un nœud de ruban entre la pointe de l'écu et le pallium ;
- l'abbé de Pébrac : Joseph Couturier de Fournoue (1772-1778) puis Antoine de Bourboulon (1778-1789) ;
- l'abbé de La Chaise-Dieu, à savoir le cardinal exilé Louis-René-Édouard de Rohan (1756-190), qui fut chanoine de Brioude dans sa jeunesse.

Les chanoines de Brioude élevés à l'épiscopat conserveront, par lettres capitulaires, les privilèges anciens :
- cardinal François-Joachim de Bernis, archevêque d'Albi (1764) ;
- François de Clugny, évêque de Riez (1772) ;
- Jean-Henri-Félix de Fumel, évêque de Lodève (1750) ;
- Louis-Sextius de Jarente de La Bruyère, évêque de Digne (1747) puis d'Orléans (1758) ;
- abbé de Pestels de La Majorie ;
- abbé Claude-Charles de Nostuejols, aumônier de Madame ;
- Alexandre d'Anteroche, évêque de Condom (1763) ;
- François de Bonal, évêque de Clermont (1776) ;
- Claude-Marie de Ruffo de La Ric, évêque de Saint-Flour (1779) ;
- Jean-Marie-Anne-Hippolyte Haÿ de Bouteville, évêque de Saint-Flour (1776) puis Grenoble (1779) ;
- Jean-François de Maillan, évêque de Saint-Flour (1819).

### Chanoines-comtes
Au début, seul le chef du chapitre prend le titre de comte de Brioude ; au Xe siècle, vingt-deux chanoines s'arrogent ce titre. La noblesse collective du chapitre n'est pleinement reconnue qu'en 1369 : les membres du chapitre deviennent officiellement chanoines-comtes, se rapprochant du rang des prélats par le port de la croix pectorale et d'une soutane violette.

### La nomination

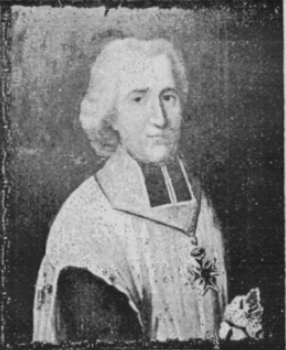
Habit de choeur d'un chanoine-comte.

L'entrée au chapitre de Brioude n'était pas ouverte à tous. En tant que chapitre noble, ses statuts réservent le droit d'y entrer aux seuls les nobles. À partir de 1601, les candidats doivent même justifier de seize quartiers de noblesse, tant paternels que maternels, c'est-à-dire de quatre générations nobles tant du côté paternel que du côté maternel, soit le double de ceux exigés pour entrer dans l'ordre de Malte.

### L'habit de chœur
Après avoir longtemps porté, dès 1369, une croix noire, abandonnée aux XVIIe et XVIIIe siècles, les chanoines reçoivent en 1722 du roi Louis XV le privilège d'une croix spécifique à l'instar de leurs confrères de Strasbourg, et bientôt rejoints par ceux de Lyon (1745), Saint-Claude (1750), Nancy (1757), Saint-Victor de Marseille (1760), Lure (1765), et certains chapitres féminins (Neuville en Bresse et Alix en Lyonnais, en 1755, Leigneux en 1758, Saint-Étienne de Metz en 1777).
La croix, du type dit de Malte (huit branches), est d'or à deux faces, à huit pointes émaillée de blanc, vidées de bleu, bordées d'or, cantonnées dans chaque angle d'une fleur de lys d'or, les deux pointes supérieures étant surmontées d'une couronne comtale d'or perlée d'argent, et suspendue à un ruban large, bleu liseré de rouge.

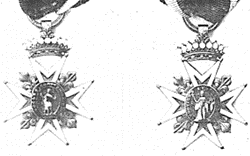
Croix d'un chanoine-comte de Brioude.

Au chœur, la croix porte un médaillon ovale avec à l'avers, sur fond émaillé de bleu, un Saint Julien debout tenant une lance et une palme ; et sur le pourtour en légende circulaire sur fond émaillé vert : ECCLES. COMITUM BRIVAT. ; au revers, sur fond émaillé bleu, un Saint Louis debout, le manteau royal émaillé de blanc, avec comme légende circulaire sur fond émaillé vert : LUDOVICUS XV INSTITUIT.
Portée en sautoir sur le surplis au chœur, elle est de forme plus petite et agrafée à un nœud de ruban sur le revers de la veste à la boutonnière, dans l'habit de ville. Son port est autorisé dans toute l'étendue du royaume jusqu'à l'ordonnance royale du 7 février 1780, puis dans la seule province des chapitres mais hors des lieux où le roi fixe sa résidence.

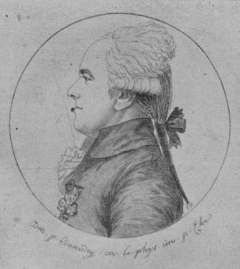
Croix de ville d'un chanoine-comte.

Si la croix de chœur appartient au chapitre, celles de ville sont propriété personnelle.

« Brevet royal du 9 juin 1772.
Aujourd'hui, neuf du mois de juin 1772, le Roi étant à Versailles, sur ce qui a été représenté à Sa Majesté que le Chapitre de Saint-Julien de Brioude en Auvergne est de fondation royale, que les places de chanoines-comtes sont affectées à des Nobles de race, par la possession la plus ancienne qui remonte au temps de la primitive institution dudit Chapitre ; qu'entre autres prérogatives il jouit de celle d'avoir Sa Majesté pour premier chanoine ; qu'il a eu l'honneur de donner des Souverains Pontifes à l’Église, des Cardinaux au Sacré-Collège et un grand nombre d'évêques à la France ; que ce Chapitre s'est d'ailleurs toujours maintenu dans la pureté de sa foi et dans une exacte discipline, Sa Majesté aurait considéré qu'il était autant de sa justice que de ses bontés d'ajouter aux grâces et distinctions qu'elle a déjà accordées, ainsi que les Rois ses prédécesseurs, aux chanoines-comtes de ladite église.
Désirant en conséquence donner auxdites chanoines de nouveaux témoignages de son affection particulière et de sa protection royale, en les décorant par une marque extérieure qui répondre tant à la noblesse et à la dignité dudit Chapitre qu'au titre de comte qui appartient à chacun des membres qui le composent, elle a accordé et accorde aux Prévôt, Doyen et à chacun des chanoines-comtes de ladite église de Saint-Julien de Brioude, présents et à venir, le droit de porter partout une croix d'or émaillée à deux faces, sur l'une desquelles sera représentée l'image de Saint Julien, patron de ladite église, avec la légende "Ecclesia Comitum Brivatensium" et sur l'autre face l'image de Saint Louis, protecteur et bienfaiteur de ladite église avec la légende "Ludovicus decimus quintus instituit" ; laquelle croix sera suspendue au cou par un ruban moiré bleu céleste, de quatre pouces de large, liseré de chaque côté en couleur rouge moiré de deux lignes de largeur, conformément à l'échantillon attaché au présent Brevet.
Permet Sa Majesté aux évêques du Puy et de Mende, ainsi qu'aux abbés de La Chaise-Dieu et de Pébrac, comtes honoraires de ladit église par leurs dignités, de porter partout la même croix ; et du surplus Sa Majesté a autorisé et autorise lesdits chanoines-comtes de Brioude, présents et à venir, à faire entourer leurs armes dudit cordon au bas duquel pendra la croix telle qu'elle est représentée dans le dessin annexé au présent Brevet.
Veut Sa Majesté que tous lesdits chanoines-comtes qui seront nommés par la suite, reçoivent ladite croix et ledit cordon des mains du Prévôt, à son défaut du Doyen, et en l'absence de ces deux dignitaires des mains du plus ancien chanoine-comte qui se trouvera présider le Chapitre lors de la prise de possession et installation desdits nouveaux chanoines ; sans que les chanoines hebdomadieurs, aumôniers et semi-prébendés de ladite église puissent en aucune manière participer à cette distinction ; et néanmoins voulant Sa Majesté faire une exception en faveur du Théologal, attendu qu'il est membre dudit Chapitre et qu'il a voix délibérative dans ses assemblées, elle a, pour rapprocher le Théologal de la dignité des autres membres dudit Chapitre, ordonné et ordonne qu'à l'avenir et ç compter de la première vacance, la prébende affectée au Théologal ne pourra être possédée que par une personne noble au moins du côté paternel, qui sera tenue, avant d'être mise en possession, de faire les preuves de sa noblesse au moins de cent ans, lesquelles seront reçues dans ledit chapitre en la forme usitée pour les preuves des chanoines-comtes, et qu'il sera au surplus tenu de justifier des autres qualités déjà prescrites par les ordonnances du royaume pour l'établissement des Théologaux ; et dès à présent Sa Majesté a ordonné et ordonne que toutes Lettres patentes nécessaires seront au besoin expédiées pour faire connaître plus particulièrement ses intentions contenues dans le présent Brevet, qu'elle m'a commandé d'expédier auxdits chanoines-comtes de Brioude et qu'elle a, pour assurance de sa volonté, signé de ses mains et fait contresigner par moi, ministre et secrétaire d'Etat et de ses commandements et finances.
Signé : LOUIS,
et plus bas ; PHELYPEAUX. »

### Personnalités
Trois personnages célèbres sont passés par le chapitre de Brioude :
- le pape Clément IV : Guy Foulques[10], célèbre juriste en droit civil et père de deux filles, mi de saint Thomas d'Aquin et conseiller Saint Louis, il influence l'ordonnance de réforme du royaume en 1254[11] ; entré dans le clergé une fois veuf ; il est nommé évêque du Puy (1257-1259), chanoine honoraire de Brioude (1259), archevêque de Narbonne (1259-1261) puis créé cardinal (1261) et légat (1264) ; il devient pape en 1265 avant de mourir en 1268[2].
- le pape Grégoire IX[2] : Hugolin des comtes de Segni (av1170-1241), avocat érudit, religieux franciscain puis pape en 1239, il compile les Décrétales (1234), canonise Élisabeth de Hongrie, Dominique de Guzmán, Antoine de Padoue et François d'Assise qu'il avait connus, et institua l'Inquisition en 1231, confiée aux frères mendiants. Son pontificat est marqué par l
- le cardinal François-Joachim Pierre de Bernis, né en 1715, devient ministre du roi Louis XV, chargé d'affaires auprès du Saint-Siège et s'occupera des affaires de Louis XVIII lors de l'Émigration. Il répond au reproche de Madame de Pompadour "qui l'a tiré de la poussière et qu'on ne tirait pas de la poussière un comte de Brioude"[3].